# 최경원 (법조인)
최경원(崔慶元, 1946년 10월 24일 ~ )은 제51대 대한민국의 법무부 장관을 역임한 법조인이다.

## 생애
서울특별시 출신으로 1967년 제8회 사법시험에 합격하여 검사에 임용되었다.

## 학력
- 1963년 경기고등학교 졸업
- 1967년 서울대학교 법학사
- 1969년 서울대학교 사법대학원 석사
- 1983년 서울대학교 법학 박사

## 경력
- 1973년 ~ 1975년 춘천지방검찰청 검사
- 1975년 ~ 1977년 부산지방검찰청 검사
- 1977년 ~ 1978년  법무부 검찰4과 검사
- 1980년 ~ 1982년 법무부 조사과장
- 1983년 ~ 1986년 법무부 송무과장
- 1986년 ~ 1987년 대통령비서실 법무비서관
- 1987년 ~ 1988년 서울지방검찰청 특수3부 부장검사
- 1988년 ~ 1989년 서울지방검찰청 특수2부 부장검사
- 1989년 서울고등검찰청 검사
- 1989년 ~ 1991년 대통령비서실 법률비서관
- 1991년 ~ 1992년 대구지방검찰청 차장검사
- 1992년 ~ 1993년 부산지방검찰청 제2차장검사
- 1993년 서울중앙지방검찰청 북부지청장
- 1993년 ~ 1994년 법무부 기획관리실장
- 1994년 9월 ~ 1995년 9월 제42대 청주지방검찰청 검사장
- 1995년 9월 ~ 1997년 1월 제38대 대구지방검찰청 검사장
- 1997년 대검찰청 형사부장
- 1997년 ~ 1998년 법무부 검찰국장
- 1998년 ~ 1999년 제38대 법무부 차관
- 2001년 ~ 2002년 제51대 법무부 장관
- 2002년 ~ 김앤장 법률사무소 변호사
- 2011년 1월 ~ 2015년 제6대 검찰동우회 회장
- 2014년 3월 25일 ~ 대한적십자사 법률 고문
- 2015년 12월 ~ 2016년 12월 제3대 서울대학교 이사장